# Convención Nacional Demócrata de 2012
La Convención Nacional Demócrata de 2012, en la cual los delegados del Partido Demócrata de los Estados Unidos eligieron los candidatos a Presidente de los Estados Unidos y Vicepresidente de los Estados Unidos, se celebró del 4 al 6 de septiembre de 2012, en Charlotte, Carolina del Norte, en el Time Warner Cable Arena.

## Selección
El 1 de febrero de 2011, la primera dama Michelle Obama, en un correo electrónico a simpatizantes de Charlotte, Carolina del Norte, anunció que esa ciudad había sido la elegida para la Convención de 2012. El evento es la primera convención de uno de los principales partidos en Carolina del Norte. Charlotte fue una de las cuatro ciudades finalistas anunciada por el Comité Nacional Demócrata (DNC) el 30 de junio de 2010, siendo las otras Cleveland, Mineápolis y San Luis. Se espera que en Charlotte, al ser sede de este evento, se generen $150 millones para el área metropolitana de Charlotte atrayendo a más de 35,000 delegados y visitantes. Carolina del Norte fue un estado muy comprometido con Barack Obama en 2008, que ganó los 13 delegados del estado por apenas 13,692 votos (de más de 4,2 millones de votantes) y donde los demócratas Kay Hagan y Bev Perdue ganaron en las Senado y para Gobernador, respectivamente, en elecciones ajustadas.

## Participantes, eventos y temas
Varias personas hablaron a la audiencia la noche del 4 de septiembre, y éstas incluyeron al gobernador de Maryland, el hermano de Michelle Obama y la hermana de Barack Obama, siendo los presentadores principales Julian Castro, alcalde de San Antonio, y Michelle Obama. Entre los temas señalados se mencionaron el derecho de la mujer a una paga justa y equitativa a la de los varones que ejercen la misma profesión y hacen el mismo trabajo, el derecho a la mujer a escoger y hacer decisiones referentes a su cuerpo, embarazo y salud, y el respeto a las personas que han servido en las fuerzas armadas, incluyendo así el derecho a las personas a servir sin que el amor a su pareja sea el factor determinante o descalificante. El tema principal fue "Hacia adelante" ("Forward") en contraposición a "No hacia atrás" ("Not Back"), que se refiere a no regresar a las prácticas politicoeconómicas ejercidas bajo Bush y Cheney.
En la noche del miércoles 5 de septiembre, hubo empresarios exitosos dando testimonio de que bajo la administración del presidente estadounidense Barack Obama los negocios tanto chicos como grandes han podido lograr crecer. Pero también tomó el turno por primera vez una persona indocumentada que presentó su historia en la que mencionó que entró a los Estados Unidos como niña y estudió, así llegando a ser destacada en su escuela y posteriormente continuó s sus estudios universitarios; ella, de apellido Veliz, presentó a la siguiente invitada que fue Cristina Saralegui. Ella intentó animar al público, incluyendo a los de habla hispana a votar, y a votar a favor del candidato demócrata.
Después en la convención, tomó el escenario Elizabeth Warren quien fue animadamente recibida. Posterior a su discurso y a la presentación en pantalla de un brevario de la presidencia Clinton, el expresidente de Estados Unidos, Bill Clinton fue el orador estelar de la noche. Al culminar, el presidente Obama salió al escenario y lo abrazó.
El jueves 6 de septiembre fue el día final de la convención, y fue la noche en la que el presidente Obama aceptó la nominación a un segundo téermino como presidente por parte del partido demócrata. Barack Obama concluyó con su discurso. Anterior a él, entre otros presentadores, el vicepresidente Joe Biden tuvo el micrófono y dio un discurso emotivo.